# 奥尔加·厄尔克斯
奥尔加·厄尔克斯（德語：Olga Oelkers，1887年5月21日—1969年1月10日），德国女子击剑运动员。她曾代表德国参加1928年和1936年夏季奥林匹克运动会击剑比赛，其中1928年奥运会获得一枚铜牌。